# Katerina Golubeva
Pour les articles homonymes, voir Goloubeva.
Ekaterina Nikolaïevna Goloubeva, (en russe : Екатерина Николаевна Голубева, également connue sous le nom de Katerina, privilégié comme francisation, ou Katia Golubeva), née le 9 octobre 1966 à Léningrad, (Russie, URSS), et morte le 3 août 2011 à Paris 20e (France), est une actrice franco-russe.

## Biographie

### Carrière
Katerina Golubeva étudie à l'Institut national de la cinématographie. Elle est révélée par le réalisateur lituanien Šarūnas Bartas (qui fut son époux et avec qui elle eut en 1996 sa première fille, Ina Marija Bartaitė) et avec lequel elle a coécrit le scénario du film A Casa en 1997.
Elle a tourné dans de nombreux films d'auteur, notamment français, en particulier de Claire Denis, et Leos Carax dont elle était devenue la compagne,, et la mère de la fille unique, née en 2004, Anastasija dite Nastya Golubeva Carax. Elle avait en tout trois enfants.

### Décès
Katerina Golubeva se donne la mort à 44 ans le 3 août 2011.

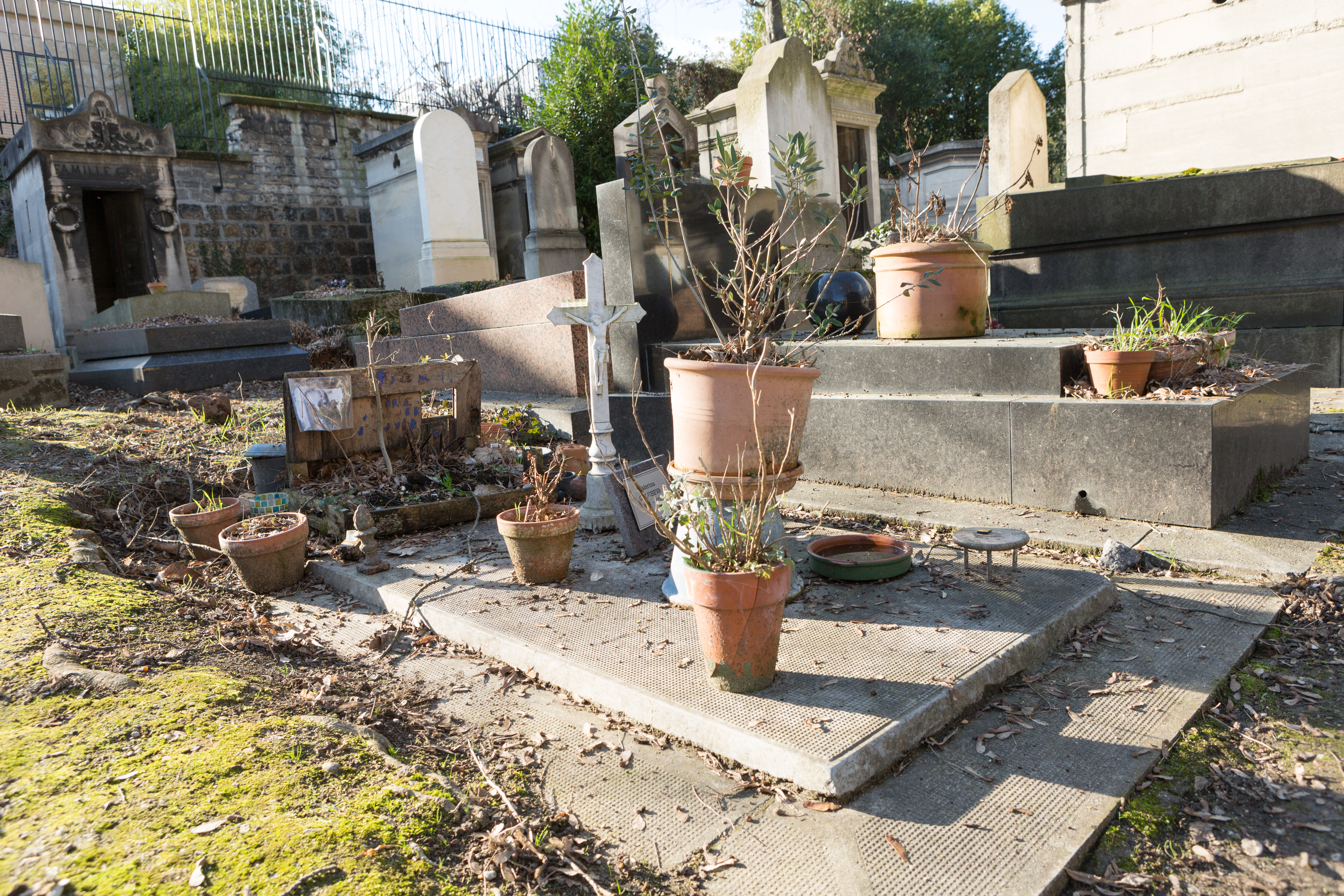
Sépulture de Katerina Golubeva au cimetière du Père-Lachaise.

Elle est inhumée au cimetière du Père-Lachaise (73e division).

### Vie privée
Sa fille aînée, l'actrice lituanienne Ina Marija, meurt dans un accident de la route en 2021 à 24 ans.

### Postérité
Le film Holy Motors de Leos Carax, sorti en juillet 2012, dans lequel joue leur fille, Nastya Golubeva Carax (en), lui est dédié.

## Filmographie
- 1985 : Apprenez à danser (Научись танцевать) de Leonid Martyniouk
- 1987 : Le Conte de l'amant du peintre (Сказка про влюбленного маляра) de Nadejda Kocheverova — Katioucha
- 1991 : Trois jours de Šarūnas Bartas
- 1994 : J'ai pas sommeil de Claire Denis — Daïga
- 1995 : Corridor de Šarūnas Bartas
- 1996 : Few of Us de Šarūnas Bartas
- 1996 : Sur place de Paul Ruven
- 1997 : Sans titre (court métrage) de Leos Carax
- 1999 : L'Âme-sœur (court métrage) d'Olivier Chrétien
- 1999 : Pola X de Leos Carax — Isabelle
- 2003 : Twentynine Palms de Bruno Dumont — Katia
- 2004 : L'Intrus de Claire Denis — une jeune femme russe
- 2006 : Il dit qu'il est mort de Bertrand Mandico
- 2006 : 977 de Nikolay Khomeriki
- 2009 : American Widow de C.S. Leigh
- 2010 : Celui qui n'était pas là (Которого не было) de Ramil Salakhoutdinov — Dasha
- 2011 : L'Invention des jours heureux de Sandrine Dumas — Olga
- 2012 : La Maison à la tourelle (Дом с башенкой) d'Eva Neïman — la mère
- 2012 : Histoire de l'ombre (histoire de France) d'Alex Pou — France
- 2016 : I am Katya Golubeva, documentaire de Natalija Ju : elle-même (images d'archives)